# Dicranota megalops
Dicranota megalops är en tvåvingeart som beskrevs av Alexander 1945. Dicranota megalops ingår i släktet Dicranota och familjen hårögonharkrankar. Inga underarter finns listade i Catalogue of Life.